# 小欖醫院
小欖醫院（英語：Siu Lam Hospital）是由香港醫院管理局管轄，提供療養及康復的醫院，隸屬於新界西醫院聯網，專門為16歲以上的嚴重智能障礙及無法自理的病人，提供高度護理服務。小欖醫院是香港唯一一所專為嚴重智障人士提供全面綜合康復及療養服務的醫院。
小欖醫院於1972年設立，舊址位於香港新界屯門區屯門青山公路十六咪半，最初只有200張病床，其後逐漸增加至350張。醫院於2012年4月搬遷到香港新界屯門區屯門青松觀路15號青山醫院B座，並與屯門醫院智障科合併，擴張至10個病房，共500張病床。小欖醫院原址已建成小欖綜合康復服務大樓，而該工程由五洋建設承建。

## 提供服務
小欖醫院的服務包括：為嚴重智障成年病人提供的一般醫療及精神科治療、護理服務、職業治療、物理治療、義肢及矯形服務、醫務社工服務、外展服務及智能教育訓練。此外，醫院的外展隊透過家居探訪，協助正輪候智障療養服務的人士持續在社區生活。

## 環境設施
醫院院內設有復康花園、多官能感官室、電腦輔助復康訓練室、特別座椅、輔助儀器等設施。病房內設有病人吊運系統、閉路電視監察系統及影音系統。

## 相關醫院
- 青山醫院：與小欖醫院共用院址

## 外部連結
- 官方网站